# Ngangela (peuple)
Pour les articles homonymes, voir Ngangela.

Distribution géographique en Angola en 1970 (en vert)

Les Ngangela sont un peuple bantou d'Afrique australe établi au centre et l'est de l'Angola, également en Zambie.

## Ethnonymie
Selon les sources, on observe de multiples variantes : Banguella, Benguela, Benguella, Gangela, Ganguela, Ganguelas, Ganguella,  
Gangwela, Lvimbi-Nangela, Lvimbi-Ngangela, Lwimbi-Ngangela, Nangela, Ngangelas, Nganguela, Ngangwela, Nyemba, Onganguela, Vangangela, Va Ngangela.

## Langue
Leur langue est le ngangela (ou ganguela), une langue bantoue.